# Вердзуоло
Вердзуо̀ло (на италиански: Verzuolo; на пиемонтски: Vërzeul, Върдзеул) е градче и община в Северна Италия, провинция Кунео, регион Пиемонт. Разположено е на 420 m надморска височина. Населението на общината е 6507 души (към 2010 г.).